# Power (varehuskæde)
 For alternative betydninger, se Power. (Se også artikler, som begynder med Power)
POWER A/S (tidligere Expert) er en dansk elektronikkæde, der sælger mange slags elektronik og hvidevarer.
Det danske Power A/S er ejet af det norske selskab Power International, og denne koncern har også Power-butikker i Norge, Sverige og Finland.

## Historie
Powers historie går helt tilbage til 1962, hvor 47 norske elinstallatører gik sammen i en fælles indkøbsforening, som senere blev en del af Expert AS-koncernen, og som blev etableret i Danmark i 1964.
I 2017, skiftede Expert AS navn til POWER International AS.[kilde mangler]

## Power-varehuse i Danmark

### Region Hovedstaden
- Glostrup, Åbnet 17. august 2015[4][5]
- Herlev (BIG Shopping), åbnet 3. oktober 2015[6][7]
- Frederiksberg (Frederiksberg Centret), åbnet 25. november 2015[8]
- Kongens Lyngby (Lyngby Kulturcenter), Åbnet 27. oktober 2017
- Vesterport, Åbnet, 23. november 2019
- Ishøj, Åbent 11. november 2022
- Rødovre (Rødovre Centrum), Åbnet 27. oktober 2023

### Region Nordjylland
- Aalborg, Åbnet 23. august 2019
- Frederikshavn, Åbnet 24. marts 2023

### Region Midtjylland
- Randers, åbnet 8. oktober 2016[9]
- Viby (Mega Syd), åbnet 4. februar 2017[10][11]
- Holstebro, åbnet 4. maj 2017
- Tilst, åbnet 3. august 2017
- Herning (Herningcentret), åbnet 7. oktober 2017
- Horsens, åbnet 20. november 2020
- Grenaa, åbnet 19. april 2021

### Region Sjælland
- Nykøbing Falster, åbnet 25. februar 2017[12][13] i Guldborgsundcentret
- Holbæk, åbnet 9. november 2018
- Køge, åbnet 10. maj 2019
- Ringsted, åbnet 12 april 2021
- Slagelse, åbnet 19. april 2022
- Næstved, Åbent 3. marts 2023

### Region Syddanmark
- Odense (Rosengårdcentret), åbnet 7. november 2015[14][15]
- Sønderborg (Centerpassagen), åbnet 2. marts 2017[16][17]
- Esbjerg (City Nord), åbnet 13. september 2019.
- Kolding, åbnet 16. november 2020[18]
- Haderslev, Åbnet 3. november 2023